# Strigopidae
Gli Strigopidi (Strigopidae Bonaparte, 1849) sono una famiglia di uccelli dell'ordine Psittaciformes.

## Tassonomia
Questa famiglia comprende quattro generi, di cui due estinti:
- Genere Nestor
  - Nestor meridionalis (J.F.Gmelin, 1788) - kaka
  - Nestor notabilis Gould, 1856 - kea
  - Nestor productus (Gould, 1836) † - kaka di Norfolk
- Genere Strigops
  - Strigops habroptila Gray, 1845 - kakapo

Specie estinte:
- Genere †Nelepsittacus[2][3]
  - †Nelepsittacus minimus
  - †Nelepsittacus donmertoni
  - †Nelepsittacus daphneleeae
  - †Nelepsittacus sp.
- Genere †Heracles[4]
  - †Heracles inexpectatus Worthy, Hand, Archer, 2019 - pappagallo Ercole